# Newtown Jets
Newtown Jets es un equipo profesional de rugby league de Australia con sede en el distrito de Newtown en Sídney.
Participó en la National Rugby League desde 1908 (siendo uno de los clubes fundadores) hasta 1983.

## Historia
El club fue fundado en 1908, participando en la primera edición de la National Rugby League, finalizando en la séptima posición.
Durante su historia, el club logró 3 campeonatos nacionales. el último en la temporada 1943.
En su última temporada en 1983 terminó en la 13° posición no logrando clasificar a la postemporada.

## Palmarés
- National Rugby League[2] (3): 1910, 1933, 1943

- Minor Premiership (6): 1910, 1933, 1943, 1944, 1954, 1955

- New South Wales Cup (8): 1922, 1947, 1948, 1951, 1970, 1974, 2012, 2019